# 小行星3247
小行星3247（3247 Di Martino）是一颗绕太阳运转的小行星，为主小行星带小行星。该小行星于1981年12月30日发现。
該小行星以義大利天文學家馬里奧·迪馬提諾（Mario Di Martino）命名。

## 轨道参数
小行星3247的轨道半长轴为2.3782124 UA，离心率为0.127。